# Andrés Merlos
Andrés Merlos (San Rafael, 8 de mayo de 1981) es un árbitro internacional de fútbol argentino, que dirige en la Primera División de Argentina.

## Arbitraje
Realizó toda su carrera formativa en Tandil, como miembro de la Asociación Tandilense de Árbitros, lugar donde también surgieron Jorge Baliño, Hugo Cordero, Lucas Novelli Sanz y Diego Novelli Sanz entre otros.
Su debut como árbitro de primera categoría fue en el año 2013, dirigiendo el partido entre Atlético de Rafaela y Estudiantes (LP), con victoria para los platenses por 2 a 0. Hasta 2019 estuvo adherido al Sadra.